# Église Saint-Michel du Héron
L'église Saint-Michel est une église catholique située au Héron, en France.

## Localisation
L'église est située au Héron, commune du département français de la Seine-Maritime.

## Historique
L'église est bâtie par David de Penanrum dont c'est « la seule œuvre connue » comme chapelle funéraire en 1868. Acquise par la commune en 1982, elle devient ensuite église de la paroisse.
L'édifice est inscrit au titre des monuments historiques le 31 août 1989.

## Description
L'édifice est construit en brique et pierre calcaire et en style néo-byzantin.
Un campanile avec une lanterne mesure environ 20 m de haut.
L'intérieur possède de la marqueterie, des statues et des colonnes.